# Нікола Бартоліні
Нікола Бартоліні (італ. Nicola Bartolini; нар. 7 лютого 1996 року, Кальярі, Італія) — італійський гімнаст, чемпіон світу та бронзовий призер чемпіонату Європи у вільних вправах.

## Спортивна кар'єра
Спортивною гімнастикою почав займатися у чотирирічному віці через активність.

#### 2016
Травма плеча та вимушене оперативне втручання позбавили можливості взяти участь в Олімпійських іграх в Ріо-де-Жанейро, Бразилія.

#### 2018
Травма завадила взяти участь у чемпіонаті Італії.

#### 2019
На чемпіонаті світу в Штутгарті, Німеччина, не зміг кваліфікуватися до фіналу окремих видів та не здобув особистої ліцензії на Олімпійські ігри в Токіо.

#### 2021
На чемпіонаті Європи в Базелі, Швейцарія, у кваліфікації багатоборства з результатом 82,157 балів посів восьме місце та став третім гімнастом, який не мав олімпійської особистої ліцензії або не брав участі у здобутті командної ліцензії, що за умови отримання за підсумками серії кваліфікаційних етапів особистої ліцензії на паралельних брусах російським гімнастом Владиславом Поляшовим принесе збірній Італії олімпійську ліцензію у багатоборстві. У фіналі багатоборства з помилками на коні та кільцях став дев'ятим. У фіналі вільних вправ здобув першу в кар'єрі медаль континентальної першості: з результатом 14,666 балів виборов бронзову нагороду.

## Результати на турнірах
| Рік  | Змагання               | КБ | ІБ | Вільні вправи | Кінь | Кільця | Опорний стрибок | Паралельні бруси | Перекладина |
| ---- | ---------------------- | -- | -- | ------------- | ---- | ------ | --------------- | ---------------- | ----------- |
| 2014 | Чемпіонат світу        | 13 |    |               |      |        |                 |                  |             |
| 2015 | Європейські ігри       | 14 |    |               |      |        |                 |                  |             |
| 2015 | Чемпіонат світу        | 19 |    |               |      |        |                 |                  |             |
| 2018 | Кубок виклику в Осієці |    |    | 3             |      |        | 3               | 7                |             |
| 2018 | Кубок світу в Досі     |    |    | 12            |      |        |                 |                  |             |
| 2019 | Чемпіонат Європи       |    |    | 8             |      |        | 6               |                  |             |
| 2019 | Чемпіонат світу        | 13 |    |               |      |        |                 |                  |             |
| 2021 | Чемпіонат Європи       |    | 9  | 3             |      |        |                 |                  |             |
| 2021 | Чемпіонат світу        |    |    | 1             |      |        |                 |                  |             |

## Телевізійне шоу
Протягом 2014-2016 років був одним з учасників телевізійного реаліті-шоу "Гімнасти - паралельне життя" ("Ginnaste - Vite Parallele") про відбір гімнастів на Олімпійські ігри в Ріо-де-Жанейро, Бразилія.